# SN 393
SN 393 är den moderna beteckningen för en trolig supernova som rapporterades av kineserna år 393 e.Kr. En extraherad text om denna astronomiska händelse översattes till engelska enligt följande:
“A guest star appeared within the asterism Wěi during the second lunar month of the 18th year of the Tai-Yuan reign period, and disappeared during the ninth lunar month.
— Shen Yue, Song Shu"
Den andra månmånad som nämns i texten motsvarade perioden 27 februari till 28 mars 393 e.Kr., medan den nionde månmånaden varade från 22 oktober till 19 november 393 e.Kr. Den skålformade asterismen med namnet Wěi är formad av svansen i den moderna stjärnbilden Skorpionen. Denna asterism består av stjärnorna i Skorpionen med beteckning ε , μ , ζ , η , θ , ι , κ , λ och ν. Gäststjärnan nådde en uppskattad skenbar magnitud  av -1 och var synlig i omkring åtta månader innan den bleknade från synlighet, där dess långa varaktighet tyder på att den var en supernova. 

## Nutida observationer
Före 1975 ansågs kinesernas observationer mellan februari och mars 393 e.Kr. troligtvis vara en ljus nova med ett sekundärt maximum. Vid den tiden fanns det bara sju möjliga rester av en tänkbar supernova nära den plats där SN 393 observerades. Förutsatt att maximal magnitud av –1 uppstod nära 10 000 parsek (33 000 ljusår) bort, uteslöt detta omedelbart fyra möjliga kandidater. En annan borträknad rest var G350.0-1.8, eftersom den förväntade expansionsgraden angav att supernovan inträffade för ca 8 000 år sedan. Av de två återstående källorna, G348.5 + 0.1 och G348.7 + 0.3, var båda på det erforderliga avståndet 10 000 parsek och var och en hade en uppskattade ålder på 1 500 år. Om detta stämmer verkar det osannolikt att en sådan supernova skulle vara synlig för blotta ögat under åtta månader, särskilt som den inträffade nära en särskilt stoftrik del av det galaktiska planet.

## Bekräftelse av SN 393
Under 1996 upptäckte ROSAT All Sky Survey en annan närliggande supernovarest, RX J1713.7-3946, som två år senare föreslogs som en bättre matchning av SN 393. Observationer 1999 antydde att denna rest var förknippad med H II-regionen, G347.611 +0.204, vars avstånd var ca 20 000 ljusår, men år 2003 gav en undersökning av interaktioner mellan ett närliggande molekylmoln och den expanderande supernovaresten det närmare avståndet på ca 1 000 parsek eller  3 000 ljusår. År 2004 bekräftade mätningar av graden av röntgenstrålning och neutral väteabsorption genom påverkan mellan objektet och jorden detta närmare avstånd, vilket gjorde den verkliga fysiska restdiametern till 65 ljusår med antagande om den visuella vinkeldiametern till ca 1,2° eller 70 bågminuter.
Supernovarest RX J1713.7-3946 överensstämmer med supernovor av typ II eller Ib. SN 393:s förfäder hade en massa av minst 15 solmassor, vars förstörelse genererade energier på ca 1,3 × 1051 erg, med tre solmassor av material som kastades ut i det omgivande interstellära mediet.